# VfR Pforzheim
El VfR Pforzheim fue un equipo de fútbol de Alemania que jugó en la Gauliga Baden, una de las ligas que conformaban la primera división de Alemania nazi.

## Historia
Fue fundado en el año 1897 en la ciudad de Pforzheim del estado de Baden-Wurtemberg con el nombre FC Alemannia Pforzheim, en 1912 se fusiona con los equipos locales Viktoria y Phönix y en 1912 se fusiona con el FC Oststadt para crear al VfR Pforzheim.
En 1919 juega por primera vez en la primera división de Baden donde jugó por tres temporadas hasta que bajó a las divisiones regionales.
Luego de la reestructuración de fútbol alemán a causa del Tercer Reich pasó por las divisiones regionales hasta lograr el ascenso a la Gauliga Baden en 1943 de la cual descendió tras una temporada. Luego de finalizar la Segunda Guerra Mundial pasó a jugar en la Landesliga Nordbaden, donde jugó por varios años y se volvió uno de los equipos fundadores de la Amateurliga Nordbaden, la entonces segunda división de Alemania Federal hasta el nascimiento de la 2. Oberliga Süd en 1950, descendiendo de categoría dos años después.
Luego de algunas excepciones el club se mantuvo la mayor parte del tiempo en la tercera división nacional y estuvo cerca de lograr el ascenso a la 2. Oberliga Süd en 1959, pero no le alcanzó para ascender.
Luego pasó años entre los primeros lugares de la Amateurliga hasta ascender en la temporada 1964/65 a la Regionalliga Süd, entonces segunda división nacional, luego de que el Karlsruher SC fuera inelegible para ascender. Su primera temporada también fue de despedida al terminar en último lugar con solo 11 puntos, 116 goles encontra y a 16 puntos de distancia sobre el penúltimo lugar el SpVgg Weiden.
Tras varios años en tercera división desciende en 1974 a las divisiones regionales. En 1975 juega por primera vez en la Copa de Alemania en la que es eliminado en la primera ronda por el Bünder SV en el juego de replay, mismo resultado en la edición siguiente de la copa nacional eliminado 2-3 por el FC Olympia Bocholt.
Luego de varios años en la cuarta división asciende a la Oberliga Baden-Wurtemberg en 1992, logrando dos años despules clasificar a la fase final del ascenso a la Regionalliga Süd donde fue eliminado en la fase final por el Eintracht Frankfurt II por 1-3.
Los problemas financieros hicieron que el club abandonara la Oberliga Baden-Wurtemberg en 1995 y bajó hasta la séptima división donde se salvó de descender.
En 2010 se fusiona con el 1. FC Pforzheim para crear al 1. CfR Pforzheim, aunque su sección de hockey sobre hielo se separó del club antes de la fusión y pasó a llamarse VfR Blue Gold Stars.

## Palmarés
- Landesliga Nordbaden División Sur: 1 (II)

1948
- Amateurliga Nordbaden: 1 (III)

1959
- Verbandsliga Nordbaden: 1 (IV)

1992
- 2. Amateurliga Mittelbaden: 4 (IV)

1953, 1956, 1975, 1977
- Landesliga Nordbaden-Staffel 3: 1 (V)

1989

## Últimas Temporadas
| Temporada | Liga                   | División | Posición |
| 2002–03   | Landesliga Mittelbaden | VI       | 3.º      |
| 2003–04   | Landesliga Mittelbaden | VI       | 7.º      |
| 2004–05   | Landesliga Mittelbaden | VI       | 9.º      |
| 2005–06   | Landesliga Mittelbaden | VI       | 6.º      |
| 2006–07   | Landesliga Mittelbaden | VI       | 9.º      |
| 2007–08   | Landesliga Mittelbaden | VI       | 15.º     |
| 2008–09   | Kreisliga Pforzheim    | VIII     | 3.º      |
| 2009–10   | Kreisliga Pforzheim    | VIII     | 2.º      |

- Fuente:[10][11]

| Ascendido | Descendido |